# 杉山将
杉山 将（すぎやま まさし、1974年 - ）は、日本の工学者。東京大学大学院教授（基盤科学研究系）、理化学研究所革新知能統合研究センター長、滋賀大学データサイエンス・AIイノベーション研究推進センター特別招聘教授。大阪府出身 。
小川英光研究室出身。複雑理工学専攻／複雑システム講座／機械学習・統計的データ解析。

## 経歴
- 1993年3月 : 千葉県立東葛飾高等学校 卒業
- 1997年3月 ： 東京工業大学（のちの東京科学大学） 工学部 情報工学科 卒業
- 1999年3月 ： 東京工業大学 大学院情報理工学研究科 計算工学専攻 修士課程修了（修士（工学））
- 2001年3月 ： 東京工業大学 大学院情報理工学研究科 計算工学専攻 博士課程修了（博士（工学））
- 2001年4月 - 2002年12月 ： 東京工業大学 大学院情報理工学研究科 計算工学専攻 助手
- 2003年1月 - 2014年 9月 ： 東京工業大学 大学院情報理工学研究科 計算工学専攻 准教授（28歳）
- 2003年 - 2004年 ： アレクサンダー・フォン・フンボルト財団フェローとしてドイツ・ベルリンのフラウンホーファー研究所に滞在
- 2006年 ： ヨーロッパ委員会エラスムス・ムンダス助成を受け，英国・エディンバラのエディンバラ大学に滞在．
- 2012年度まで ： 科学技術振興機構 さきがけ研究「知の創成と情報社会」研究者（2期生）
- 2014年10月 - 現在 ： 東京大学 大学院新領域創成科学研究科 複雑理工学専攻 教授（39歳）[4]
- 2016年4月 - 現在 ： 理化学研究所革新知能統合研究センター[5]センター長（41歳）[6]
- 2025年1月 - 現在 ： 滋賀大学データサイエンス・AIイノベーション研究推進センター特別招聘教授[7]

## 受賞歴
- 2007年 ： IBMのFaculty Award受賞（非定常環境下での機械学習の研究）[1]
- 2011年度 ：船井学術賞
- 2014年度 ：文部科学大臣表彰若手科学者賞[8]
- 2017年1月 - 日本学士院学術奨励賞及び日本学術振興会賞受賞[9]
- 2022年度：科学技術分野の文部科学大臣表彰 科学技術賞 研究部門を受賞（弱教師付き機械学習の研究）